# Uniunea Internațională de Patinaj
Uniunea Internațională de Patinaj (International Skating Union, abreviat ISU) este organul sportiv internațional de gestionare a patinajului competitiv, inclusiv patinaj artistic, patinaj sincron, patinaj viteză și patinaj viteză pe pistă scurtă. A fost fondată în Scheveningen, Olanda, în Iulie 1892, fiind una dintre cele mai vechi federații sportive internaționale. ISU a fost întemeiată cu scopul de a stabili reguli standardizate la nivel internațional pentru disciplinele de patinaj pe care le gestionează și pentru a organiza competiții internaționale în domeniul acestora. Actualmente își are sediul în Lausanne, Elveția.

## Istorie
ISU a fost întemeiată în 1892 pentru a gestiona patinajul artistic și patinajul viteză. În 1895, și-a înlesnit misiunea de a se ocupa numai de concurenți amatori.  Organizația a găzduit primul campionat internațional de patinaj pentru amatori la St. Petersburg, in Februarie 1896.
Statele Unite și Canada au întemeiat în 1907 o organizație rivală, Uniunea Internațională de Patinaj a Americii (International Skating Union of America, abreviat ISUA), însă în următorii ani au aderat la ISU douăsprezece țări europene, iar ISUA nu s-a bucurat de același succes.
Patinatorii europeni și americani concurau arareori unii împotriva celorlalți, din cauza diferitelor stiluri de patinaj.  ISU "sistematizase și ordonase" patinajul artistic, cu competiții ce includeau  "o selecție de zece sau douăsprezece prestații din programa ISU, cinci minute de patinaj artistic pe muzică [și] figuri speciale pe un picior" În 1911, Canada a aderat la ISU, SUA rămânând singurul competitor major non-membru. ISUA a fost desființată în 1927.
Primul campionat de patinaj viteză pe pistă scurtă a fost găzduit de ISU în 1976.  La acea vreme, sportul era cunoscut sub numele de patinaj interior, dar a fost redenumit "pe pistă scurtă" când au fost introduse patinoarele interioare pentru evenimentele de patinaj viteză pe distanțe mai lungi.
În 1998, aderaseră 38 de națiuni la ISU.  În următorii ani, organizația a abandonat una dintre practicile la care ținuse timp îndelungat, eliminând obligativitatea figurilor în competițiile de patinaj artistic individual și reducând utilizarea lor în dansul pe gheață.
După Jocurile Olimpice de Iarnă din 2002 din Salt Lake City, Utah, uniunea a implementat schimbări majore care vizau multe evenimente.  Într-un eveniment de patinaj viteză pe pistă scurtă, Apolo Anton Ohno a primit medalia de aur după descalificarea lui Kim Dong-Sung.  Deși delegația sud-coreeană a protestat, regulile ISU nu permiteau revizuirea hotărârii oficiale. Câteva luni mai târziu, uniunea a aprobat utilizarea înregistrărilor video, atunci când acestea sunt disponibile, pentru a revizui deciziile arbitrilor.  Regulile de jurizare au fost de asemenea schimbate, ca urmare a scandalului de la Jocurile Olimpice de Iarnă din 2002. Potrivit lui Ottavio Cinquanta, fost președinte al ISU, "'Ceva era în neregulă,' ...  'Nu doar individul, ci și sistemul. A existat vreme de 70 de ani. Acum încercăm să schimbăm un sistem cu altul.'". Un nou sistem de jurizare a competițiilor a intrat în vigoare în 2004, fiind eliminat sistemul de 6 puncte pentru scoruri perfecte, și oferindu-se în schimb puncte pentru diverse elemente tehnice.

## Campionate ISU
Pe lângă celelalte competiții internaționale pe care le găzduiește, uniunea consideră următoarele evenimente anuale "Campionate ISU":
Patinaj viteză pe pistă lungă:
- Campionatul mondial de patinaj viteză (1893–)
- Campionatul mondial de patinaj viteză 'single distances' (1996– , găzduit doar în anii fără jocuri olimpice de iarnă, mai puțin 1998)
- Campionatul mondial de patinaj viteză sprint (1972–)
- Campionatul mondial de patinaj viteză pentru juniori (1974–)
- Campionatul european de patinaj viteză (1893–)

Patinaj viteză pe pistă scurtă:
- Campionatul mondial de patinaj viteză pe pistă scurtă (1976–)
- Campionatul mondial de patinaj viteză pe pistă scurtă - echipe (1991–2011)
- Campionatul mondial de patinaj viteză pe pistă scurtă pentru juniori (1994–)
- Campionatul european de patinaj artistic pe pistă scurtă (1997–)

Patinaj artistic:
- Campionatul mondial de patinaj artistic (1896–)
- Campionatul mondial de patinaj artistic pentru juniori (1976–)
- Campionatul european de patinaj artistic
- Campionatul de patinaj artistic pe 4 continente (1999–)

Patinaj sincron:
- Campionatul mondial de patinaj sincron (2000–)
- Campionatul mondial de patinaj sincron pentru juniori (2013–)

## Primele campionate mondiale
Data și locul primelor campionate mondiale găzduite sub auspiciile ISU:
- 1893: Patinaj viteză masculin, Amsterdam
- 1896: Patinaj artistic masculin, St. Petersburg
- Patinaj artistic feminin, Davos
- 1908: Patinaj artistic în perechi, St. Petersburg
- 1936: Patinaj viteză feminin, Stockholm
- 1952: Patinaj artistic (dans pe gheață), Paris
- 1970: Patinaj viteză sprint, West Allis, Wisconsin
- 1978: Patinaj viteză short pe pistă scurtă, Solihull, Regatul Unit
- 2000: Patinaj sincron, Minneapolis

## Organizare
În vara lui 2008, ISU era alcatuită din 63 de state membre, cu un consiliu de administrație format din unsprezece. Ca o propunere să fie adăugată pe orarul întâlnirilor, trebuie să obțină susținerea a patru cincimi din membri. Propunerile sunt aprobate in urma obținerii la vot a unei majorități de două treimi.

### Președinți ai ISU
- 1892–1895: Pim Mulier
- 1895–1925: Viktor Balck
- 1925–1937: Ulrich Salchow
- 1937–1945: Gerrit W. A. van Laer
- 1945–1953: Herbert J. Clarke
- 1953–1967: James Koch
- 1967–1967: Ernst Labin
- 1967–1980: Jacques Favart
- 1980–1994: Olaf Poulsen
- 1994–2016: Ottavio Cinquanta
- 2016–prezent: Jan Dijkema

### Membri
Din 16 iulie 2018, sunt 93 de federații membre ale ISU. În multe țări, patinajul artistic și patinajul viteză sunt gestionate de alte federații, dar acestea pot fi de asemenea membre; federațiile naționale sunt membre ISU pentru patinaj artistic, patinaj viteză sau ambele. Unele dintre acestea gestionează și alte sporturi, dar nu în calitate de membri ISU. Pe lângă organele naționale de conducere, există și anumite cluburi independente de patinaj care aparțin uniunii.

## Legături externe
- ISU official web site
- ISU Judging System Arhivat în 23 august 2012, la Wayback Machine. - Site-ul oficial pentru sistemul de jurizare ISU (software și manuale)